# Mehdi Mahdavi
Mehdi Mahdavi (13 de fevereiro de 1984) é um voleibolista profissional iraniano.

## Carreira
Mehdi Mahdavi é membro da seleção iraniana de voleibol masculino. Em 2016, representou seu país na sua primeira participação no voleibol nos Jogos Olímpicos de Verão no Rio de Janeiro, que ficou em 8º lugar.